# Pyrausta hasanensis
Pyrausta hasanensis là một loài bướm đêm trong họ Crambidae.